# Noël Legros
Noël Legros (20 september 1953) is een Belgische voormalige atleet, die gespecialiseerd was in het kogelstoten. Hij werd outdoor zevenmaal Belgisch kampioen.

## Biografie
Legros behaalde tussen 1982 en 1990 zeven Belgische titels in het kogelstoten.
Legros was aangesloten bij FC Hannuit en FC Luik. Na zijn actieve carrière werd hij voorzitter van Hannut Athlétisme.

## Belgische kampioenschappen
Outdoor
| onderdeel   | jaar                                     |
| ----------- | ---------------------------------------- |
| kogelstoten | 1982, 1984, 1985, 1986, 1987, 1988, 1990 |

Indoor
| onderdeel          | jaar       |
| ------------------ | ---------- |
| kogelstoten indoor | 1989, 1990 |

## Persoonlijke records
| Onderdeel          | Prestatie | Datum       | Plaats    |
| ------------------ | --------- | ----------- | --------- |
| kogelstoten        | 17,64 m   | 17 mei 1981 | Watermaal |
| kogelstoten indoor | 17,17 m   | 1981        |           |

## Palmares
kogelstoten
- 1981:  BK AC - 16,60 m
- 1982:  BK AC - 17,04 m
- 1984:  BK AC - 16,35 m
- 1985:  BK AC - 16,06 m
- 1986:  BK AC - 15,82 m
- 1987:  BK AC - 15,97 m
- 1988:  BK AC - 16,19 m
- 1989:  BK indoor AC - 16,10 m
- 1989:  BK AC - 15,49 m
- 1990:  BK indoor AC - 15,92 m
- 1990:  BK AC - 15,66 m
- 1991:  BK indoor AC - 15,51 m
- 1993:  BK indoor AC - 15,26 m